# Jack Rootkin-Gray
Jack Rootkin-Gray (Londra, 5 novembre 2002) è un ciclista su strada britannico che corre per il team EF Education-EasyPost.

## Palmarès

### Strada
- 2023 (Saint Piran, due vittorie)

Ringerike Grand Prix
3ª tappa Grand Prix Jeseníky (Jeseník > Jeseník)

#### Altri successi
- 2019 (Juniores)

1ª tappa Sint-Martinusprijs Kontich (Kontich, cronosquadre)
Classifica giovani Sint-Martinusprijs Kontich
- 2022 (Saint Piran)

Grote Prijs Dr. Eugeen Roggeman
Beaumont Trophy
- 2023 (Saint Piran)

58th Perfs Pedal Race

## Piazzamenti

### Classiche monumento
- Parigi-Roubaix

2025: 107º

### Competizioni mondiali
- Campionati del mondo

Glasgow 2023 - In linea Under-23: 4º